# Kazachska Federacja Łyżwiarska
Kazachska Federacja Łyżwiarska (kazachski: Ұлттық конькимен жүгірушілер федерациясы) – ogólnokrajowy związek sportowy, działający na terenie Kazachstanu, posiadający osobowość prawną, działający od 6 sierpnia 2011 roku.

## Historia
Narodowa Federacja Łyżwiarska Kazachstanu powstała 6 sierpnia 2011 roku. 23 sierpnia 2012 roku Federacja została uznana przez Narodowy Komitet Olimpijski, co dało jej prawo do reprezentowania Republiki Kazachstanu w zawodach łyżwiarskich w kraju i zagranicą.  
Federacja reprezentuje i opiekuje się zawodnikami trenującymi: łyżwiarstwo szybkie, short track i łyżwiarstwo figurowe. Zajmuje się szkoleniem zawodników kadry narodowej, także juniorów (szkolenia, wsparcie kadry trenerskiej i zaopatrzenie w sprzęt). Federacja organizuje obozy treningowe, zapewnia udział kazachskich sportowców w zawodach międzynarodowych, a także organizuje i przeprowadza zawody międzynarodowe i krajowe w Kazachstanie.
Federacja organizowała VII Zimowe Igrzyska Azjatyckie, eliminacje Pucharu Świata w łyżwiarstwie szybkim i na krótkim torze, Mistrzostwa Azji, Mistrzostwa Świata w łyżwiarstwie szybkim w wieloboju sprinterskim w 2015 roku. W 2022 roku Federacja została uznana za najlepszą federację sportową w Kazachstanie.

## Prezesi
- Miedier Masiełow (2022– )[3][2]
- Bołat Żamiszew(2017–2022)[4][2]
- Wasilij Leonidowicz Kryłow (2011–2017)[4]